# Governo Rumor I
Il Governo Rumor I è stato il ventitreesimo esecutivo della Repubblica Italiana, il secondo della V legislatura.
È rimasto in carica dal 13 dicembre 1968 al 6 agosto 1969 per un totale di 236 giorni, ovvero 7 mesi e 24 giorni.
Ottenne la fiducia dal Senato il 18 dicembre 1968 con 181 voti a favore e 119 contrari. 
Ottenne la fiducia alla Camera il 23 dicembre 1968 con 351 voti a favore e 247 contrari.

## Storia
Il primo governo di Mariano Rumor vede la luce in un momento difficile per i due partiti maggiori dell'alleanza. Nel PSU il fallimento elettorale dell'unificazione sta preparando una resa dei conti non solo tra le componenti dei due partiti unificati, ma anche al loro interno, con idee diverse sul governo e sulla possibilità di tornare separati. Nella DC c'è un ribaltamento degli equilibri interni a seguito della presa di posizione di Aldo Moro dopo sei mesi di silenzio. L'ex presidente del consiglio, abbandona la corrente dorotea per assumere una posizione propria nella nuova corrente detta dei morotei, provocando le dimissioni dell'intera direzione nazionale del partito. La breve vita del governo è inoltre caratterizzata da vari scandali che riguardano la politica e l'amministrazione dello stato. Costituito a seguito di un ritrovato accordo tra i socialisti, cade dopo sette mesi per la fine dell'unificazione socialista.

## Compagine di governo

### Sostegno parlamentare
| Camera dei Deputati | Camera dei Deputati | Seggi              |
| ------------------- | --- | ------------------ |
|                     | Democrazia Cristiana Partito Socialista Unificato Partito Repubblicano Italiano Südtiroler Volkspartei Totale Maggioranza | 266 91 9 3 369     |
|                     | Partito Comunista Italiano Partito Liberale Italiano Movimento Sociale Italiano PSIUP PDIUM Totale Opposizione            | 177 31 24 23 6 261 |
| Totale              | Totale | 630                |

| Senato della Repubblica | Senato della Repubblica                                                                                                   | Seggi           |
| ----------------------- | --- | --------------- |
|                         | Democrazia Cristiana Partito Socialista Unificato Partito Repubblicano Italiano Südtiroler Volkspartei Totale Maggioranza | 135 46 2 185    |
|                         | PCI-PSIUP Partito Liberale Italiano Movimento Sociale Italiano PDIUM Totale Opposizione                                   | 101 16 11 2 130 |
| Totale                  | Totale | 315             |

### Appartenenza politica
- Democrazia Cristiana (DC): Presidente del Consiglio, 16 ministri, 32 sottosegretari
- Partito Socialista Unificato (PSU): Vicepresidente del Consiglio, 8 ministri, 22 sottosegretari
- Partito Repubblicano Italiano (PRI): 1 ministro, 2 sottosegretari

### Provenienza geografica
| Regione               | Presidente | Vicepresidente | Ministri | Sottosegretari | Totale |
| --------------------- | ---------- | -------------- | -------- | -------------- | ------ |
| Veneto                | 1          | -              | 3        | 2              | 6      |
| Campania              | -          | 1              | 3        | 6              | 10     |
| Lombardia             | -          | -              | 3        | 8              | 11     |
| Emilia-Romagna        | -          | -              | 2        | 6              | 8      |
| Puglia                | -          | -              | 1        | 6              | 7      |
| Sicilia               | -          | -              | 3        | 3              | 6      |
| Toscana               | -          | -              | 2        | 3              | 5      |
| Piemonte              | -          | -              | -        | 5              | 5      |
| Calabria              | -          | -              | 1        | 3              | 4      |
| Lazio                 | -          | -              | -        | 4              | 4      |
| Liguria               | -          | -              | 2        | 1              | 3      |
| Abruzzo               | -          | -              | -        | 3              | 3      |
| Marche                | -          | -              | 2        | -              | 2      |
| Basilicata            | -          | -              | 1        | 1              | 2      |
| Molise                | -          | -              | 1        | 1              | 2      |
| Sardegna              | -          | -              | 1        | 1              | 2      |
| Friuli-Venezia Giulia | -          | -              | -        | 1              | 1      |

## Composizione
| Presidenza del Consiglio dei ministri                                           | Presidenza del Consiglio dei ministri | Presidenza del Consiglio dei ministri       | Presidenza del Consiglio dei ministri           | Presidenza del Consiglio dei ministri |
| Carica                                                                          | Titolare                              | Titolare                                    | Titolare                                        | Sottosegretario di Stato alla Presidenza del Consiglio |
| ------------------------------------------------------------------------------- | ------------------------------------- | ------------------------------------------- | ----------------------------------------------- | --- |
| Presidente del Consiglio dei ministri                                           |                                       |                                             | Mariano Rumor (DC)                              | - Antonio Bisaglia (DC) Segretario del Consiglio dei ministri - Francesco Albertini (PSU) Delega ai rapporti con il Parlamento - Cesare Bensi (PSU) Delega alla riforma della pubblica amministrazione - Antonio Bonadies (DC) Delega alla ricerca scientifica - Giuseppe Di Vagno (PSU) Delega agli interventi straordinari nel Mezzogiorno e nelle zone depressive del centro-nord |
| Vicepresidente del Consiglio dei ministri                                       |                                       |                                             | Francesco De Martino (PSU)                      | - Antonio Bisaglia (DC) Segretario del Consiglio dei ministri - Francesco Albertini (PSU) Delega ai rapporti con il Parlamento - Cesare Bensi (PSU) Delega alla riforma della pubblica amministrazione - Antonio Bonadies (DC) Delega alla ricerca scientifica - Giuseppe Di Vagno (PSU) Delega agli interventi straordinari nel Mezzogiorno e nelle zone depressive del centro-nord |
| Ministri senza portafoglio                                                      |                                       |                                             |                                                 | |
| Interventi straordinari nel Mezzogiorno e nelle zone depressive del centro-nord |                                       |                                             | Paolo Emilio Taviani (DC)                       | Paolo Emilio Taviani (DC) |
| Compiti politici particolari                                                    |                                       |                                             | Crescenzo Mazza (DC)                            | Crescenzo Mazza (DC) |
| Rapporti fra Governo e Parlamento                                               |                                       |                                             | Carlo Russo (DC)                                | Carlo Russo (DC) |
| Ricerca scientifica                                                             |                                       |                                             | Salvatore Lauricella (PSU)                      | Salvatore Lauricella (PSU) |
| Riforma della pubblica amministrazione                                          |                                       |                                             | Eugenio Gatto (DC)                              | Eugenio Gatto (DC) |
| Delegazione italiana all'Organizzazione delle Nazioni Unite                     |                                       |                                             | Giacinto Bosco (DC)                             | Giacinto Bosco (DC) |
| Ministero                                                                       | Ministri                              | Ministri                                    | Ministri                                        | Sottosegretari di Stato |
| Affari esteri                                                                   |                                       |                                             | Pietro Nenni (PSU)                              | - Franco Maria Malfatti (DC) (fino al 14/02/1969) - Mario Pedini (DC) - Mario Zagari (PSU) |
| Interni                                                                         |                                       |                                             | Franco Restivo (DC)                             | - Ciriaco De Mita (DC) - Remo Gaspari (DC) - Pier Luigi Romita (PSU) - Angelo Salizzoni (DC) |
| Grazia e giustizia                                                              |                                       |                                             | Silvio Gava (DC)                                | - Leonetto Amadei (PSU) - Renato Dell'Andro (DC) |
| Bilancio e programmazione economica                                             |                                       |                                             | Luigi Preti (PSU)                               | - Giuseppe Caron (DC) - Franco Maria Malfatti (DC) (dal 14/02/1969) |
| Finanze                                                                         |                                       |                                             | Oronzo Reale (PRI)                              | - Giovanni Elkan (DC) - Annibale Fada (DC) - Anselmo Martoni (PSU) |
| Tesoro                                                                          |                                       |                                             | Emilio Colombo (DC)                             | - Guido Ceccherini (PSU) - Bonaventura Picardi (DC) - Natale Santero (DC) - Giuseppe Sinesio (DC) |
| Difesa                                                                          |                                       |                                             | Luigi Gui (DC)                                  | - Francesco Cossiga (DC) - Francesco Ferrari (PSU) - Mario Marino Guadalupi (PSU) |
| Pubblica istruzione                                                             |                                       |                                             | Fiorentino Sullo (DC) (fino al 24/03/1969)      | - Oddo Biasini (PRI) - Carlo Buzzi (DC) - Michele Pellicani (PSU) - Elio Rosati (DC) |
| Pubblica istruzione                                                             |                                       | Mario Ferrari Aggradi (DC) (dal 24/03/1969) |                                                 | - Oddo Biasini (PRI) - Carlo Buzzi (DC) - Michele Pellicani (PSU) - Elio Rosati (DC) |
| Lavori pubblici                                                                 |                                       |                                             | Giacomo Mancini (PSU)                           | - Lucio Mariano Brandi (PSU) - Barbaro Lo Giudice (DC) |
| Agricoltura e foreste                                                           |                                       |                                             | Athos Valsecchi (DC)                            | - Dario Antoniozzi (DC) - Arnaldo Colleselli (DC) - Nello Mariani (PSU) |
| Trasporti e aviazione civile                                                    |                                       |                                             | Luigi Mariotti (PSU)                            | - Luigi Angrisani (PSU) - Remo Sammartino (DC) - Emanuele Terrana (PRI) - Aldo Venturini (PSU) |
| Poste e telecomunicazioni                                                       |                                       |                                             | Mario Ferrari Aggradi (DC) (fino al 24/03/1969) | - Bernardo D'Arezzo (DC) - Calogero Volpe (DC) |
| Poste e telecomunicazioni                                                       |                                       | Crescenzo Mazza (DC) (dal 24/03/1969)       |                                                 | - Bernardo D'Arezzo (DC) - Calogero Volpe (DC) |
| Industria, commercio e artigianato                                              |                                       |                                             | Mario Tanassi (PSU)                             | - Vito Lattanzio (DC) - Emanuela Savio (DC) - Dante Schietroma (PSU) |
| Sanità                                                                          |                                       |                                             | Camillo Ripamonti (DC)                          | - Gianni Usvardi (PSU) - Giovanni Zonca (DC) |
| Commercio con l'estero                                                          |                                       |                                             | Vittorino Colombo (DC)                          | - Venerio Cattani (PSU) - Dante Graziosi (DC) |
| Marina mercantile                                                               |                                       |                                             | Giuseppe Lupis (PSU)                            | - Cesare Angelini (DC) - Giuseppe Macchiavelli (PSU) |
| Partecipazioni statali                                                          |                                       |                                             | Arnaldo Forlani (DC)                            | - Riccardo Misasi (DC) - Francesco Principe (PSU) |
| Lavoro e previdenza sociale                                                     |                                       |                                             | Giacomo Brodolini (PSU)                         | - Vincenzo Bellisario (DC) - Franco Tedeschi (PSU) - Mario Toros (DC) |
| Turismo e spettacolo                                                            |                                       |                                             | Lorenzo Natali (DC)                             | - Piero Caleffi (PSU) - Vincenzo Scarlato (DC) |

## Cronologia
Salvo diversa indicazione le notizie sono tratte dal sito dellarepubblica.it, richiamato in bibliografia

### 1968

#### Novembre
- 4 novembre: esce nelle edicole il primo numero del nuovo quotidiano cattolico a carattere nazionale «Avvenire». Nasce dalla fusione dei due quotidiani cattolici «L’Italia», edito a Milano e «L’Avvenire d’Italia», edito a Bologna.
- 15 novembre: 200 studenti del Liceo Mamiani di Roma sono sospesi per aver occupato l’Istituto. Il provvedimento sarà ritirato dopo che il ministro Fiorentino Sullo si reca personalmente a dialogare con gli studenti del liceo romano.
- 21-22 novembre: a seguito delle dimissioni di Leone il capo dello stato avvia le consultazioni nello stesso giorno in cui si apre il consiglio nazionale della DC, dove c'è attesa per l'intervento di Aldo Moro, e fervono estenuanti trattative interne nel PSU. Mariano Rumor dichiara nella sua relazione che la DC vuole proseguire con il centro-sinistra, invita tutte le correnti interne a partecipare al nuovo esecutivo e chiede ai socialisti di fare altrettanto. Dopo sei mesi di silenzio Moro dichiara di voler assumere una propria posizione all'interno del partito: la corrente dorotea, fino ad allora maggioranza interna, vede l'abbandono degli "amici di Aldo Moro" e provoca le dimissioni del segretario Rumor e dell'intera direzione. La ricerca di due nuove maggioranze interne alla DC e al PSU si svolge mentre al Quirinale Saragat sta ascoltando le delegazioni dei partiti.[4]
- 24 novembre: nell'incertezza della situazione Saragat affida un mandato esplorativo al Presidente della Camera Sandro Pertini. È la prima volta per un socialista.[5]
- 26 novembre: Pertini espone a Saragat i risultati dei suoi colloqui. Mariano Rumor riceve l'incarico di formare il nuovo governo. Il senatore Silvio Gava precisa che, in caso di riuscita, Rumor dovrà affrontare il problema del doppio incarico.
Si apre all'Aquila il processo per la strage del Vajont. Otto imputati alla sbarra, decine le parti civili costituite.[6]
- 29 novembre: dai colloqui di Rumor con PSU e PRI emerge un accordo di massima per un governo di centro-sinistra che dia priorità alle regioni, alla scuola, ai problemi dell'occupazione e della previdenza.[7]

#### Dicembre
- 2 dicembre: Avola, sciopero generale. Uffici, banche, negozi, scuole, è tutto fermo a sostegno della lotta dei braccianti per il rinnovo del contratto di lavoro. Gli studenti in corteo raggiungono la statale 115, dove i braccianti hanno organizzato blocchi stradali. Il prefetto comunica al sindaco socialista di Avola l’imminente intervento della polizia da Catania, per rimuovere i blocchi, e verso le 11 il contingente della Celere catanese giunge nei pressi del bivio Lido di Avola. La situazione fa presto a precipitare: tra sassaiole e risposte della polizia due braccianti sono uccisi. Decine sono i fermi.[8]
- 7 dicembre: raggiunto l'accordo per il governo: punti programmatici prioritari sono le regioni, la riforma universitaria, l'occupazione, i fondi d'investimento, le pensioni, le norme per le regioni e per i referendum, la riforma della mezzadria, il fondo di solidarietà per le calamità naturali, lo statuto dei lavori e la riforma del diritto di famiglia.[9]
- 12 dicembre: il governo giura nelle mani del capo dello Stato. Francesco De Martino è il vice-presidente, Pietro Nenni agli Esteri, Franco Restivo agli Interni.
- 16-23 dicembre: il governo si presenta alle camere. La mozione di fiducia al Senato è approvata con 181 voti a favore e 119 contrari. Alla Camera passa con 351 voti favorevoli e 247 contrari.
- 18-21 dicembre: si apre a Napoli il III congresso del PSIUP. Il partito cerca con fatica una sua fisionomia politica. A cinque anni dalla fondazione non ha una chiara collocazione rispetto al PCI. Il leader Vecchietti esorta i giovani contestatori a collegarsi con le sinistre, gli operai a sfruttare le contraddizioni del capitalismo per minare il sistema dall’interno. Incerto il giudizio sull’intervento sovietico in Cecoslovacchia (in agosto era stato approvato dalla maggioranza del partito). Tullio Vecchietti è riconfermato segretario.
- 31 dicembre: a Viareggio un corteo di comunisti che si riconosce in uno sconosciuto "Movimento operaio" assedia il veglione di fine anno in corso a La Bussola. Sotto accusa la mondanità e gli sprechi di cibo e denaro. L'assedio diventa tumulto, che richiede l'intervento di polizia e carabinieri. Un colpo di pistola, sparato non si sa da chi, ferisce Soriano Ceccanti, un manifestante sedicenne. Il proprietario di un albergo nei dintorni muore d'infarto. Sono operati 55 fermi.

### 1969

#### Gennaio
- 3-6 gennaio: proteste in tutta Italia per i fatti di Viareggio. PCI, PSIUP, Sinistra indipendente e CGIL chiedono un dibattito parlamentare e il disarmo della polizia. A seguito delle speculazioni politiche i vertici delle forze dell'ordine locali querelano il quotidiano comunista l'Unità. Mentre i fermi sono tramutati in arresto l'inchiesta della magistratura ascolta decine di testimoni, i quali affermano che il colpo non è partito dalle forze dell'ordine. Viene querelato dal questore di Lucca e dal comandante della polizia stradale un ufficiale giudiziario che afferma di aver visto un poliziotto impugnare la pistola. Il giovane ferito, da parte sua, sostiene di non aver visto nulla, in quanto colpito alle spalle da una distanza di circa 40 metri.[10] la Corte costituzionale dichiara l’illegittimità dei commi primo e secondo dell’articolo 559 del codice penale che dispongono le pene per l’adulterio della donna e del correo; dichiara inoltre illegittimo costituzionalmente il primo comma dell’articolo 151 del codice civile che non ammette la separazione per adulterio da parte del marito. Nella motivazione si sostiene che non c'è equiparazione tra l'adulterio della moglie e il concubinato del marito.
- 10-13 gennaio: congresso del PLI: viene confermata la totale opposizione alla politica di centro-sinistra, la contrarietà alle regioni e il rifiuto di qualsiasi accordo con monarchici e missini. Giovanni Malagodi, che guida il partito dal 1954, è rieletto segretario a grande maggioranza. I liberali sosterranno il governo sul divorzio, ma faranno di tutto per ritardare o impedire le elezioni regionali, viste da Malagodi come una possibilità di avvicinamento tra DC e PCI.[11]
- 11 gennaio: il ministro della pubblica istruzione, Fiorentino Sullo, abolisce l'esame di stato per l'ammissione degli studenti ginnasiali al liceo classico. Presenta inoltre uno schema di riforma dell'esame di maturità che si propone, tra le altre cose, l'abolizione dell'esame di riparazione.[12]                                                                                                                                                     La Corte costituzionale dichiara l’illegittimità dei commi primo e secondo dell’articolo 559 del codice penale che dispongono le pene per l’adulterio della donna e del correo; dichiara inoltre illegittimo costituzionalmente il primo comma dell’articolo 151 del codice civile che non ammette la separazione per adulterio da parte del marito. Nella motivazione si sostiene che non c'è equiparazione tra l'adulterio della moglie e il concubinato del marito.
- 14-17 gennaio: consiglio nazionale della DC: Flaminio Piccoli è eletto segretario in sostituzione di Mariano Rumor. A favore 177 voti dei dorotei, fanfaniani e pontieri. Votano scheda bianca i morotei, forze nuove e la base.
- 15 gennaio: il capo dello Stato, nella sua veste di Presidente del Consiglio superiore della magistratura, firma il decreto di istituzione della Commissione referente per i problemi della giustizia. Insediata in seno al consiglio, e formata da alti magistrati, è chiamata a redigere una relazione annuale in cui, eventualmente, sottoporre al governo la necessità di interventi legislativi.
Nell'indagine sui fatti di Viareggio si diffonde l'indiscrezione che il proiettile che ha ferito Soriano Ceccanti sia un calibro 9 che non può essere sparato da una pistola ritrovata abbandonata sul posto. Quattro segretari federali del PCI toscano sono denunciati per le notizie riportate in un manifesto.
Un gruppo di deputati della sinistra DC presenta a sorpresa una proposta di legge per il disarmo della polizia nelle manifestazioni.[13]
- 18-21 gennaio: consiglio nazionale della DC: Mariano Rumor, nominato Presidente del Consiglio, dà le dimissioni da segretario. Dorotei, pontieri e fanfaniani sostengono l'elezione di Flaminio Piccoli, i sindacalisti di Forze Nuove e la Base chiedono di rinviare la scelta al congresso già previsto per maggio. Aldo Moro, che torna a parlare dopo sei mesi di silenzio, annuncia di schierarsi con l'opposizione interna contro la candidatura di Piccoli, frutto di una manovra antidemocratica, e di assumere una posizione indipendente nel dibattito interno. Mentre Piccoli viene eletto con 85 voti contro 87 schede bianche (venti delle quali franchi tiratori della maggioranza), nella DC nasce la nuova corrente degli "amici di Aldo Moro", detta anche morotea.[14]
- 28 gennaio: ha inizio uno sciopero nazionale a sorpresa e a tempo indeterminato dei benzinai. La causa è la rottura delle trattative col Ministero dell'Industria per il riordino del settore e l'eccessiva tassazione dei carburanti. Non informati per tempo gli automobilisti non hanno potuto fare il pieno e lunghe file, con problemi di ordine pubblico, si registrano ai pochissimi distributori aperti. Minacce e danneggiamenti ai gestori che continuano ad aprire. Mario Tanassi si dichiara disponibile a fare opera di mediazione e la ripresa delle trattative porta alla riapertura degli impianti il 1º febbraio.[15]

#### Febbraio
- 2 febbraio: a Parma gli studenti della Facoltà di Medicina occupano l’ospedale psichiatrico di Colorno per richiamare l’attenzione sulle condizioni di vita dei pazienti.
- 5 febbraio: la commissione affari costituzionali, col voto contrario della DC e del MSI, dichiara costituzionale la proposta di legge per l'introduzione del divorzio.
- 8-15 febbraio: congresso del PCI: per la prima volta si manifesta nel partito il dissenso interno. Una corrente, denominata "la nuova sinistra", guidata da Pietro Ingrao annuncia opposizione interna alla linea della segreteria di Luigi Longo che, nella sua relazione, nega qualsiasi spazio alla contestazione giovanile, ribadisce la solidarietà con l'URSS e ribadisce la volontà di un dialogo col mondo cattolico che Flaminio Piccoli bolla subito come impossibile. La linea Longo-Amendola vince a grande maggioranza. Enrico Berlinguer, eletto vicesegretario, ribadisce la duplice strategia comunista: riformismo sul piano nazionale e fedeltà all’Unione Sovietica.[16]
- 13-15 febbraio: Consiglio dei ministri: varata la riforma dell'esame di maturità, ridotto a due prove scritte e gli orali. Stanziati dieci miliardi all'anno per il comune di Roma. Per il contemporaneo accordo tra Ministero del Lavoro e sindacati sull'aumento delle pensioni viene annunciato un disegno di legge per la copertura dell'onere stimato di 800 miliardi all'anno per dieci anni. Per il 1969 viene imposto un aumento di 10 lire per la benzina (con un gettito di 95 miliardi aggiuntivi) e la copertura di 517 miliardi con l'emissione di 327 miliardi di titoli del tesoro e 95 miliardi prelevati dal fondo adeguamento pensioni dell'INPS.[17]
- 18 febbraio: mentre si attende il processo di appello per la vicenda SIFAR il generale Giovanni De Lorenzo presenta un esposto in procura contro 12 generali, 2 colonnelli, due tenenti-colonnello, un consigliere di stato e due magistrati militari. L'accusa è di violazione del segreto di stato, abuso di ufficio, sottrazione di documenti e peculato. Coinvolto anche il missino Pino Rauti per il contenuto del libro "Mani rosse sulle forze armate", che avrebbe dato ampio spazio a notizie altrimenti riservate. Il governo, pressato da più parti, si dichiara possibilista ad un'inchiesta parlamentare, ma con opportuni limiti.[18]
- 21 febbraio: direzione nazionale DC: Aldo Moro invita i dirigenti del partito a comprendere la natura dei grandi mutamenti sociali in atto con gli scioperi e le occupazioni. Sostiene la necessità di avviare una «strategia dell'attenzione» verso il PCI, il principale partito d’opposizione.
Il Rettore dell'università di Roma, col beneplacito del senato accademico, ordina la chiusura delle facoltà occupate dagli studenti, che si ribellano allargando l'occupazione ad Architettura. Diversi tafferugli tra polizia e studenti, provocazioni da parte del FUAN.[19]
- 22-24 febbraio: nel primo giorno della visita di Richard Nixon a Roma scoppiano gravi disordini tra polizia e studenti in corteo tra piazza della Repubblica e piazza Venezia. Lancio di bottiglie molotov e sassaiole in via Quattro Novembre tengono impegnate le forze dell'ordine per circa due ore e causano problemi per i movimenti del Presidente americano nella città. Rallentati nella notte i disordini riprendono al mattino presto con auto incendiate e atti vandalici contro banche e sedi di società con interessi oltreoceano. Uno studente muore cadendo da un tetto della facoltà di Magistero. Oltre 100 feriti e un numero imprecisato di fermi. Nella notte un ordigno esplosivo in via della Dogana vecchia danneggia gravemente uno degli ingressi del Senato e la tipografia del Rome daily american, giornale statunitense redatto e stampato a Roma. Il governo minaccia il ricorso a misure straordinarie per l'ordine pubblico. All'università calcolati in un miliardo i danni. Il MSI chiede l'impiego dell'esercito.[20]

#### Marzo
- 5 marzo: Camera dei deputati: È approvata la proposta di legge che istituisce la Commissione parlamentare d’inchiesta sugli eventi del luglio 1964 (SIFAR). La legge è approvata in via definitiva dal Senato il 26 marzo. La commissione, dopo numerose proroghe, presenterà la relazione conclusiva e le quattro relazioni di minoranza il 15 dicembre 1970.
- 7 marzo: dopo gli avvenimenti recenti Ugo La Malfa chiede ai partiti della maggioranza un chiarimento sulla politica del governo e sull'azione del ministro Restivo per il contenimento dei disordini. Il PRI, dice la Malfa, potrebbe abbandonare il governo. La sinistra DC insiste per un mutamento della linea politica di partito, che non può ora non dialogare con quel PCI che incarna le istanze riformistiche del paese.
- 11 marzo: in un'intervista concessa a Paese Sera il vice-segretario socialista Bertoldi sostiene che nulla impedisce un contributo comunista alla politica di governo. Non si tratta di inserire il PCI nella maggioranza, e le dichiarazioni programmatiche di Rumor non lo impediscono. Polemiche delle opposizioni sulle minoranze interne di DC e PSI, che di fatto condizionano la vita politica italiana.[21]
- 26-27 marzo: dopo alcuni giorni di estenuanti colloqui per una modifica della riforma universitaria il ministro della Pubblica Istruzione, Fiorentino Sullo, presenta le dimissioni lamentando scarsa solidarietà del governo e dei partiti di maggioranza ai suoi sforzi. La notizia si diffonde nelle stesse ore in cui si apre per il PSI un difficile comitato centrale. Il partito è ormai spaccato in due: da una parte la risicata maggioranza di Ferri e Saragat, dall'altra la minoranza di Nenni e Tanassi. Se la sostituzione di Sullo con Mario Ferrari Aggradi non è un problema, la crisi socialista investe la fragile stabilità del governo, al punto che alla Camera viene posta la questione di fiducia sulla modifica dell'esecutivo, che è approvata con 327 voti a favore e 230 contrari.[22]

#### Aprile
- 9 aprile: a Battipaglia si svolge una manifestazione contro la chiusura di un tabacchificio. Nel corso della protesta la polizia spara contro i dimostranti. Sono uccisi un tipografo e un’insegnante estranea alla manifestazione. Seguono in tutto il Paese manifestazioni di protesta. A Milano scontri con la polizia: una bomba esplode alla Borsa. Altre bombe scoppiano in un albergo occupato dal movimento studentesco.

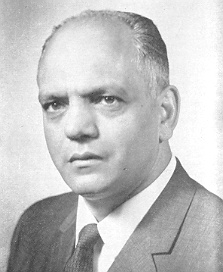
Tommaso Biamonte

- 10 aprile: Consiglio dei ministri: viene definitivamente approvato il disegno di legge per la riforma delle università: punti principali la partecipazione di tutte le realtà di ateneo agli organi collegiali e alla loro formazione; autonomia degli istituti; istituzione di un dipartimento per le discipline comuni a più facoltà; riconoscimento del dottorato di ricerca ai fini concorsuali.
Sulla base della relazione letta dal ministro degli Interni Restivo, mentre continuano i disordini, il governo annuncia un'inchiesta per i fatti di Battipaglia. Nelle stesse ore, mentre si rende omaggio alle due vittime nella camera ardente allestita al comune, la folla invita il deputato comunista Tommaso Biamonte ad allontanarsi. Tre persone che distribuiscono volantini contro il governo sono messe in fuga e si riparano nei locali di una clinica. Un consigliere comunale comunista di Salerno, anch'esso impegnato in un volantinaggio, è sospinto dalla folla verso la stazione dei Carabinieri.[23]
- 15 aprile: rispondendo alle interrogazioni presentate alla Camera il ministro degli Interni, Franco Restivo, sostiene che a Battipaglia una manifestazione pacifica è degenerata a causa dell'infiltrazione di elementi estranei, provenienti anche da Roma. Nel ricostruire le varie fasi della giornata ammette che a sparare sono stati alcuni agenti della polizia rimasti isolati e fatti oggetto di aggressione da parte della folla.[24]
- 17 aprile: a seguito di alcuni momenti di tensione al consiglio comunale di Padova scoppiano disordini nella città per il fronteggiarsi di militanti del PCI e del MSI. Questi ultimi finiscono col rifugiarsi nei locali della federazione missina, da dove sono prelevati per accertamenti. Nella sede la polizia trova bottiglie molotov e pistole lanciarazzi. Denunciato a piede libero il segretario federale missino.[25]
- 20 aprile: muore Alberto Giovannini.

Ermanno Lavorini

- 21 aprile: dopo il ritrovamento del corpo in una pineta frequentata da omosessuali e una confessione non convincente del presunto assassino esplode a Viareggio il caso Lavorini. L'appartenenza del reo confesso al fronte monarchico giovanile trasforma presto la vicenda da giudiziaria a politica. Mentre da Roma giungono il colonnello Mario de Julio, appena eletto deputato coi monarchici (che ha il compito di depistare le indagini) e Junio Valerio Borghese (che fa affiggere sui muri della città dei manifesti che rappresentano un bambino che chiede aiuto e il giornale Secolo d'Italia, affermando che i corruttori di giovani sono fra gli esponenti della classe politica locale, si susseguono altri arresti: il figlio dell'attore Ermete Zacconi, che muore d'infarto, e un commerciante locale, morto suicida di lì a poco, che pur sposato frequentava i prostituti minorenni della pineta, ma era del tutto estraneo alla vicenda. Nonostante l'ondata di calunnie e accuse infondate, con riferimenti allo scandalo dei balletti verdi da parte di una stampa che non fa che inventare particolari morbosi, gli inquirenti scoprono che la responsabilità del rapimento e dell'uccisione del bambino è del Fronte monarchico giovanile, il cui presidente aveva offerto la sua collaborazione ai carabinieri per depistare le indagini. Lo scopo era chiedere un riscatto per finanziare l'attività politica locale.
- 23 aprile: la Commissione giustizia della Camera approva in via definitiva il progetto di legge per l'introduzione del divorzio. Contrari DC e MSI.
- 25 aprile: esplodono delle bombe alla stazione Centrale di Milano e alla Fiera campionaria. In un primo momento la responsabilità viene fatta ricadere sui gruppi anarchici.
- 30 aprile: la Camera dei deputati approva in via definitiva la legge che aumenta le pensioni e introduce il divieto di cumulo tra assegni retributivi e di anzianità. Votano a favore la maggioranza e il PLI, astenuti gli altri gruppi.
Il ministro degli Interni riferisce sui recenti problemi dell'ordine pubblico. La relazione di Restivo è approvata dalla sola maggioranza con alcuni distinguo da parte dei socialisti.[26]

#### Maggio
- 1º maggio: nella riunione annuale dei segretari provinciali del PSU è approvato, con 55 voti a favore su 102 presenti, un ordine del giorno che sostiene la necessità di dare al partito "una maggioranza forte, ampia ed efficiente su una piattaforma politica che elimini ogni equivoco compromesso ed ogni possibilità di interpretazione moderata". Sull’ordine del giorno sono confluiti i voti di «Riscossa», «Impegno» e un gruppo distaccatosi da «Autonomia» che fa capo a Giacomo Mancini. Nel PSI si va, dunque, configurando una nuova maggioranza rispetto a quella che ha gestito il XXXVIII Congresso. Si paventa il rischio scissione da parte della componente ex socialdemocratica e una conseguente crisi di governo. Convocato d’urgenza, per il 13 maggio, il Comitato centrale.
- 11 maggio: direzione e comitato centrale PSU: in seguito alla formazione della nuova maggioranza costituitasi nella riunione dei segretari provinciali che sostituisce quella formata da Autonomia e Rinnovamento che dal XXXVIII aveva gestito il partito, Mauro Ferri, nella Direzione che precede il Comitato centrale, rassegna le dimissioni da segretario. Mario Tanassi, intervenendo al Comitato centrale, contesta la legittimità affermando che la nuova maggioranza emargina la componente ex socialdemocratica e colloca il partito su linea diversa nel rapporto con il PCI. Tanassi definisce l’accordo De Martino-Mancini-Giolitti «una manovra contro l’unificazione» che porterebbe la sua corrente all’alternativa fra «accettare la resa incondizionata oppure rompere il partito». Sulla base di queste considerazioni propone di rinviare la discussione per una pausa di riflessione. Su proposta di Pietro Nenni il Comitato centrale è rinviato al 20 maggio.
- 12 maggio: in vista del congresso nazionale del partito si riunisce l'assemblea della corrente dorotea. Confermata la validità dell'alleanza di centro-sinistra e la chiusura nei confronti del PCI. Colombo mette in guardia il partito dall'accreditare una pretesa indispensabilità dell'apparato comunista, che per la DC si tradurrebbe in un'operazione trasformistica.[27]
- 15 maggio: torna a riunirsi il comitato centrale del PSU: Mauro Ferri e l'intera direzione si presentano dimissionari. La spaccatura tra la corrente di Ferri e Tanassi e quella di De Martino e Mancini appare ancora più marcata, e ruota attorno alle due possibili scelte che il partito ha di fronte. Le possibili identità di vedute col PCI, pur non tornando alla collaborazione frontista, è vista dai nenniani ex PSU e dagli ex del PSDI una scelta impossibile per gli accordi presi in sede di unificazione e nelle trattative per il governo. Viene deliberato un ulteriore rinvio: i vice-segretari Bertoldi e Cariglia sbrigheranno l'ordinaria amministrazione, il partito è affidato a una commissione che rappresenta tutte le correnti, incaricata di trovare un accordo che eviti la fine dell'unificazione.[28]
- 19 maggio: si riunisce a Roma un convegno della corrente di sinistra della DC Forze Nuove. Il leader, Carlo Donat-Cattin chiude a qualsiasi ipotesi di collaborazione col PCI. La strategia dell'attenzione proposta verso i comunisti, in un momento in cui le correnti interne cercano un nuovo equilibrio per l'uscita di Moro dalla maggioranza dorotea, porrebbe una pesante ipoteca sulle garanzie democratiche che la DC può assicurare al paese.[29]
- 28-29 maggio: si inizia alla Camera la discussione sulla legge per l'introduzione del divorzio. Il testo definitivo unifica i due progetti di legge presentati da Loris Fortuna (PSI) e Antonio Baslini (PLI). Il via libera è stato dato da un ordine del giorno della sera prima, votato dalla maggioranza divorzista (PCI, PSU, PSIUP, PRI, PLI). Sul fronte opposto la DC è isolata coi monarchici e il MSI. Giorgio Almirante, a nome del MSI, chiede una verifica della maggioranza. Ugo La Malfa risponde che su alcuni temi la maggioranza e il programma di governo non contano. "Questa", dice La Malfa, "è una maggioranza di scopo". La DC presenta a inizio seduta un'eccezione di costituzionalità subito respinta. All'affermazione di Vittorio Cervone che l'approvazione della legge porterebbe alla caduta del concordato una nota del PLI ricorda che la proposta di indissolubilità del matrimonio venne proposta all'Assemblea costituente da Giorgio La Pira e non approvata.[30]
- 29 maggio: organizzate dalla Camera del Lavoro di Caserta si svolgono nell'omonima provincia numerose manifestazioni di protesta contro la crisi dell'agricoltura e la disoccupazione dei braccianti. Nel tardo pomeriggio in alcuni paesi scoppiano violenti disordini: a Casal di Principe sono incendiati la filiale del Banco di Roma, l'ufficio postale, la sede delle imposte di consumo e due autobus di linea. Le forze dell'ordine utilizzano lacrimogeni e idranti per disperdere le folle. Non si spara, ma il bilancio dei feriti da ambo le parti è altissimo.
Il vice questore di Roma, ex vice-capo della squadra mobile, e un maresciallo dei carabinieri del comando provinciale sono arrestati a Roma nell'ambito di un'indagine sul giro delle bische clandestine operanti nella capitale. Avrebbero assicurato l'attività del gioco illegale con una tangente di 300.000 lire a sera per ognuna delle bische operanti. Coinvolti numerosi altri funzionari delle forze dell'ordine, tra i quali il vice-capo della polizia.[31]

#### Giugno
- 5 giugno: mentre si è allargato a dismisura lo scandalo delle bische clandestine, che sta ora puntando al mondo della "Roma bene", sui giornali esplode un secondo scandalo. Al termine di un'indagine durata quattro anni, due generali, quattro colonnelli, vari ufficiali superiori e subalterni e dieci impiegati civili, tutti del Ministero della Difesa, sono arrestati per rivelazione di notizie riservate, corruzione, falso in scrittura e in bilancio. Secondo l'accusa gli arrestati, attraverso una società dipendente dal Ministero che controlla e mantiene in efficienza i radar e le apparecchiature nucleari.[32]
- 15-16 giugno: elezioni regionali in Sardegna: vistoso calo del PCI e altrettanto vistoso aumento della DC. Buon risultato dei repubblicani e dei socialisti, stabili gli altri partiti. Assicurata una maggioranza di centro-sinistra in consiglio regionale.[33]
- 20 giugno: Consiglio dei ministri: approvati i disegni di legge per la riforma tributaria e lo statuto dei lavoratori. I tributi saranno concentrati in poche voci essenziali, molte tasse saranno soppresse per gettito insufficiente.
Mentre infuria lo scandalo delle bische, di cui si stanno delineando ruoli e cifre, sulla stampa appare la notizia che c'è in corso un'indagine sui vertici della questura di Roma, accusati di aver consentito dietro lauti compensi l'importazione clandestina di opere d'arte e antichità da parte di importanti antiquari romani. L'inchiesta, che riguarderebbe l'ex vice-questore Emilio Santillo, viene successivamente smentita.
Il Partito Socialista rinvia la ripresa del comitato centrale a dopo il congresso della DC.[34]
- 27-30 giugno: congresso della DC: Moro prende definitivamente le distanze dalla maggioranza dorotea di Piccoli, Andreotti ed Emilio Colombo, che guida un partito frammentato in sette correnti interne e che ottiene solo il 38% dei voti e 46 seggi nel consiglio nazionale col nuovo nome di Impegno democratico. Seguono la sinistra di Forze nuove e la Base (Donat-Cattin, De Mita, Mastella) col 18,2% e 22 seggi, Nuove cronache (Fanfani) col 15,9% e 18 seggi, gli amici di Aldo Moro col 12,7% e 16 seggi, i pontieri (Taviani) col 9,6% e 12 seggi, la destra di Forze libere (Scalfaro, Scelba, Restivo) col 2,9% e 4 seggi, Nuova sinistra (Sullo) col 2,6% e 2 seggi. Viene ribadito che il cammino della legge sul divorzio, con la maggioranza occasionale che lo sostiene, non avrà ripercussioni sul governo. Per la convocazione del consiglio nazionale si decide di attendere l'evoluzione dei problemi interni del PSI.
- 29 giugno: muore Arturo Michelini, segretario del MSI dal 1954. La direzione elegge al suo posto Giorgio Almirante.

#### Luglio
- 1º luglio: il comitato centrale del PSU, sospeso per due volte a causa dei dissidi interni, si riunisce per la terza volta in un clima di aperto contrasto. Con 67 voti contrari e 52 favorevoli è respinto l'appello di Pietro Nenni per l'unità delle due anime del socialismo italiano. I socialdemocratici abbandonano la riunione subito dopo l'esito del voto, che sancisce in via definitiva la fine dell'unificazione socialista. 29 deputati e 12 senatori aderiscono alla scissione di Ferri e Tanassi. Viene rifondato il PSDI, anche se tale nome lo riprenderà solo nel 1971: fino a tale anno gli ex socialdemocratici mantengono il nome PSU mentre i socialisti riprendono il nome di PSI.
- 5 luglio: a seguito delle dimissioni di tutti i ministri socialisti il governo rassegna le dimissioni.[35]